# Estat doblet
En mecànica quàntica, un doblet és un estat quàntic d'un sistema d'espín 1/2, de manera que té dos valors permesos del component d'espín, −1/2 i +1/2. Els sistemes quàntics amb dos estats possibles són de vegades anomenats sistemes de dos nivells. Essencialment totes les ocurrències de doblets a la natura sorgeixen en sistemes que posseïxen simetria rotacional. L'espín 1/2 és associat amb la representació fonamental del grup de Lie SU(2), el grup que defineix simetria rotacional a l'espai tridimensional.

## Història i aplicacions
El terme "doblet" va aparèixer al segle xix, amb l'observació que certes línies espectrals d'un gas ionitzat es dividien en dos sota la influència d'un camp magnètic fort, un fenomen anomenat efecte de Zeeman anòmal. Aquestes línies espectrals foren observades no només al laboratori, sinó també en observacions d'espectroscòpia astronòmica, permetent als astrònoms de deduir l'existència (i mesurar la seva força) de camps magnètics al voltant del sol, estrelles i galàxies. De manera similar, fou l'observació de doblets en espectroscòpia el fet que va permetre als físics deduir que l'electró tenia espín, i que a més, la seva magnitud havia de ser d'1/2.
Els doblets continuen tenint una funció important en física. Per exemple, la tecnologia d'imatgeria per ressonància magnètica és basada en la ressonància magnètica nuclear, on el doblet espectroscòpic ocorre en un nucli atòmic d'espín-1/2, el doblet del qual se separa en dos en la gamma de freqüència de ràdio. Aplicant un camp magnètic i transmetent una freqüència de ràdio seleccionada acuradament, els espíns nuclears es giren i reemeten radiació, en un efecte conegut com a cicle Rabi. La força i freqüència de les ones de ràdio emeses permeten mesurar la concentració dels nuclis.